# أفضل الدين الكرماني
أفضل الدين الكرماني كان مؤرخًا ومؤلفًا وشاعرًا وفيلسوفًا وطبيبًا فارسيًا في أوائل القرن الثاني عشر وأوائل القرن الثالث عشر. ألف كتابي "عقد على وجه الضبط للمغفور له الأحلى" و "بدايات زمان في واقعة كرمان" عن جغرافية وتاريخ كرمان.